# Hodonice (okres Znojmo)
Obec Hodonice (německy Hödnitz) se nachází v okrese Znojmo v Jihomoravském kraji. Žije zde přibližně 1 800 obyvatel.

## Historie
První písemná zmínka o obci pochází z roku 1281.

## Pamětihodnosti
- Kostel svatého Jakuba Staršího
- Kaple Panny Marie
- Socha svatého Floriána na návsi
- Socha svatého Josefa
- Krucifix stojí při cestě do Krhovic

## Průmysl
V obci má jeden ze svých dvou výrobních závodů v ČR společnost Adfors, patřící do koncernu Saint-Gobain, která se zaměřuje na výrobu skla a návazně průmyslových textilií, skleněných vláken, geomříží pro dopravní stavitelství a řady dalších produktů (druhý závod je v Litomyšli).

## Galerie

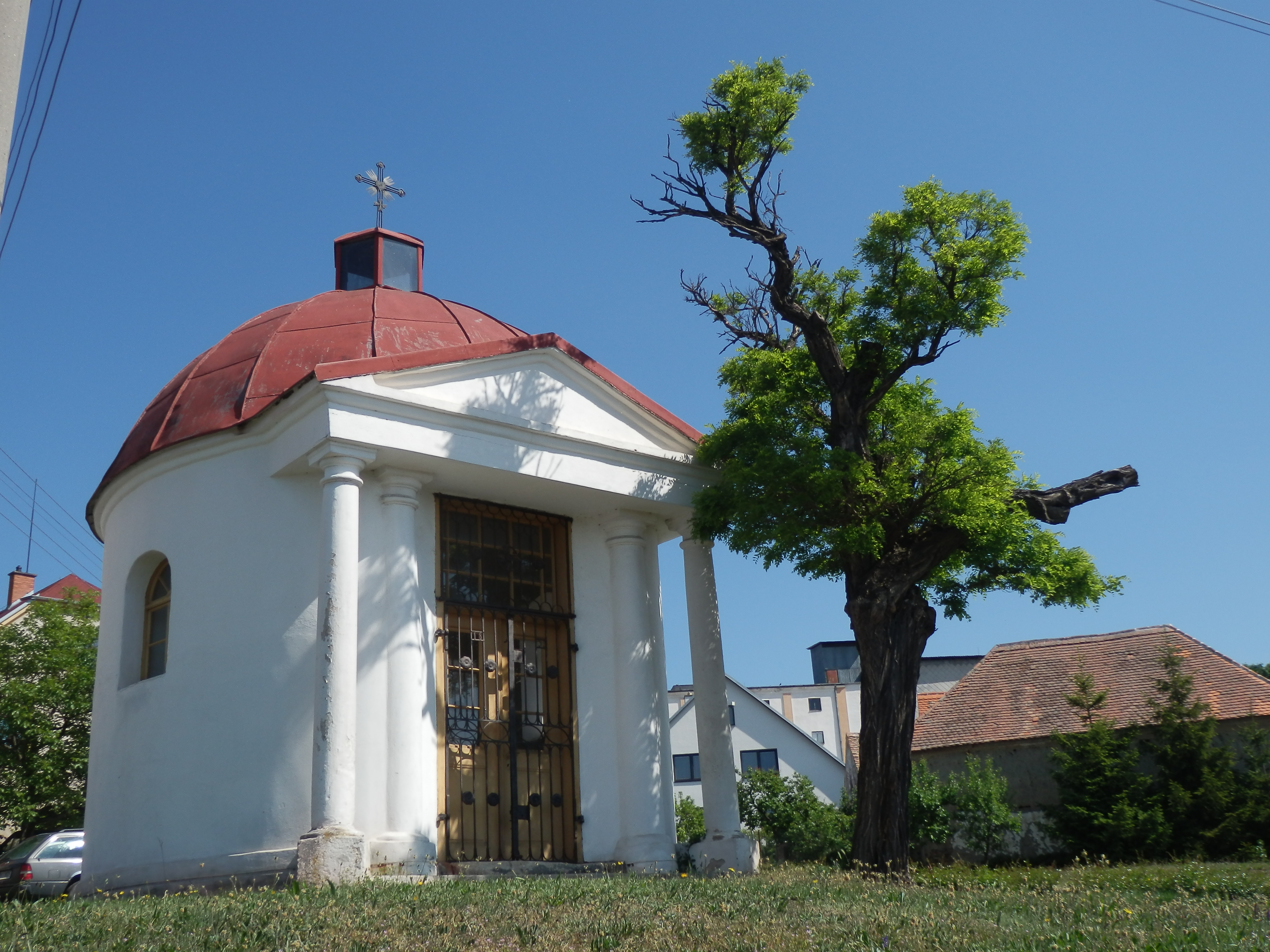
Kaple Panny Marie
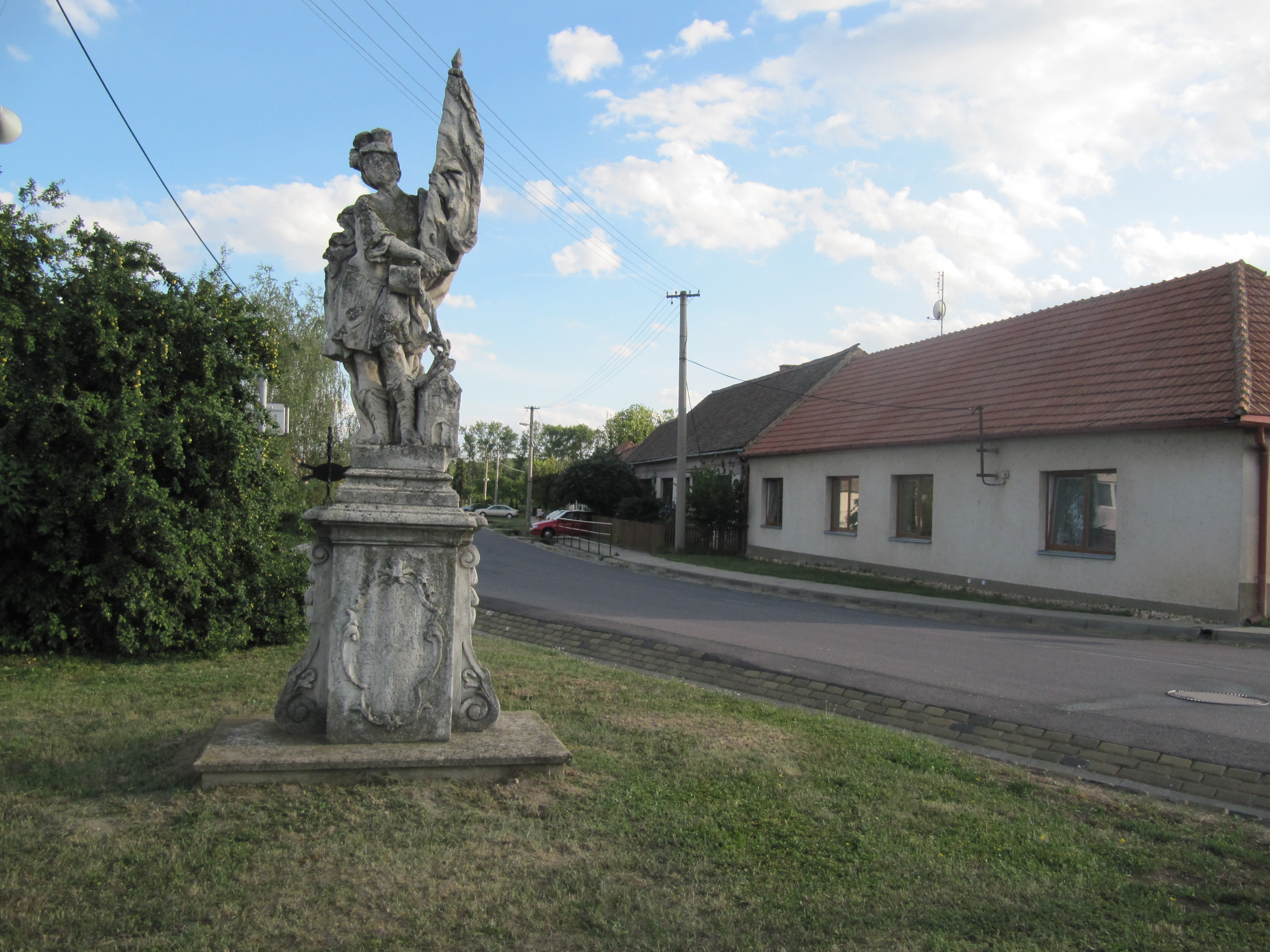
Socha svatého Floriána
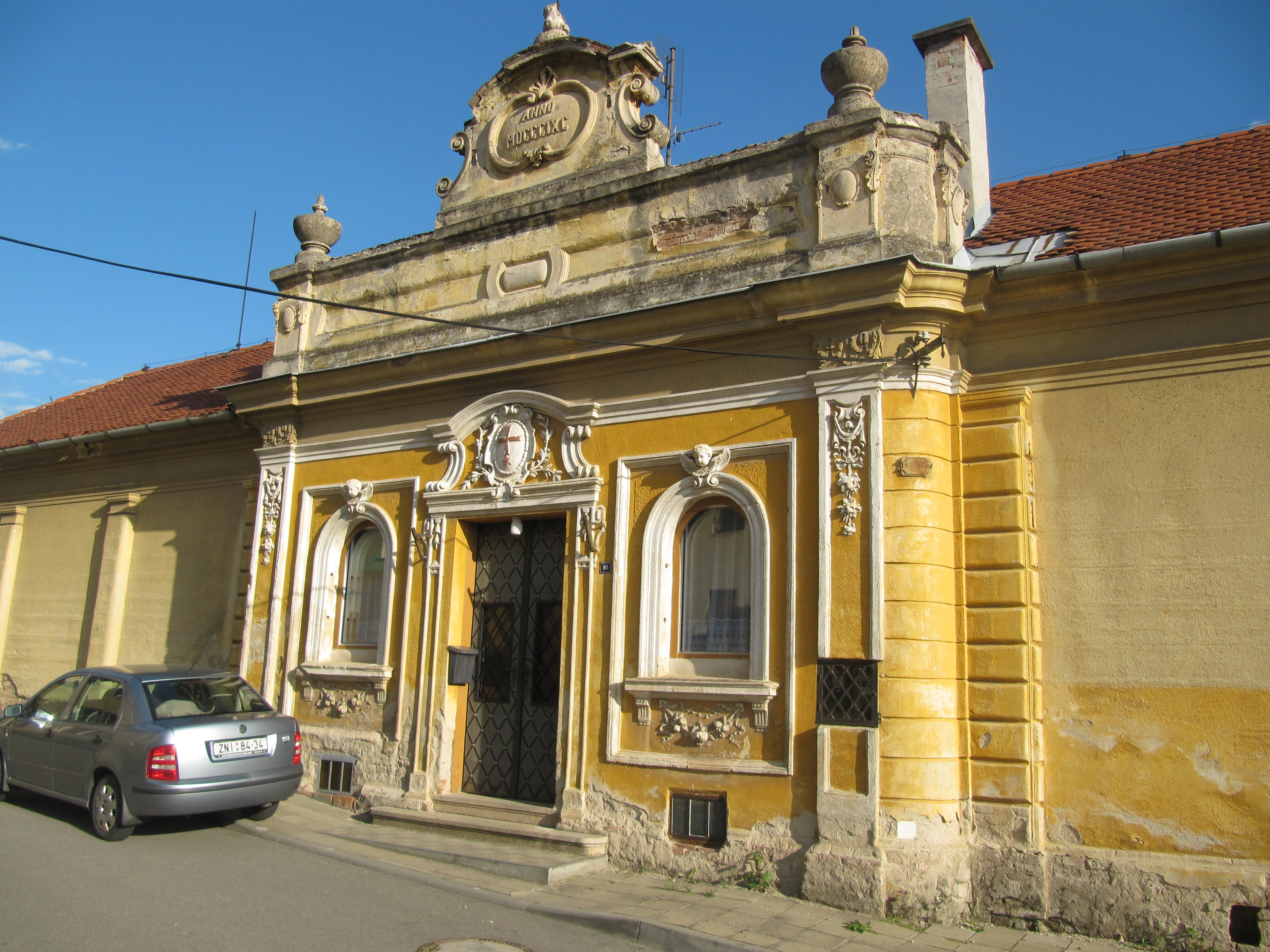
Fara
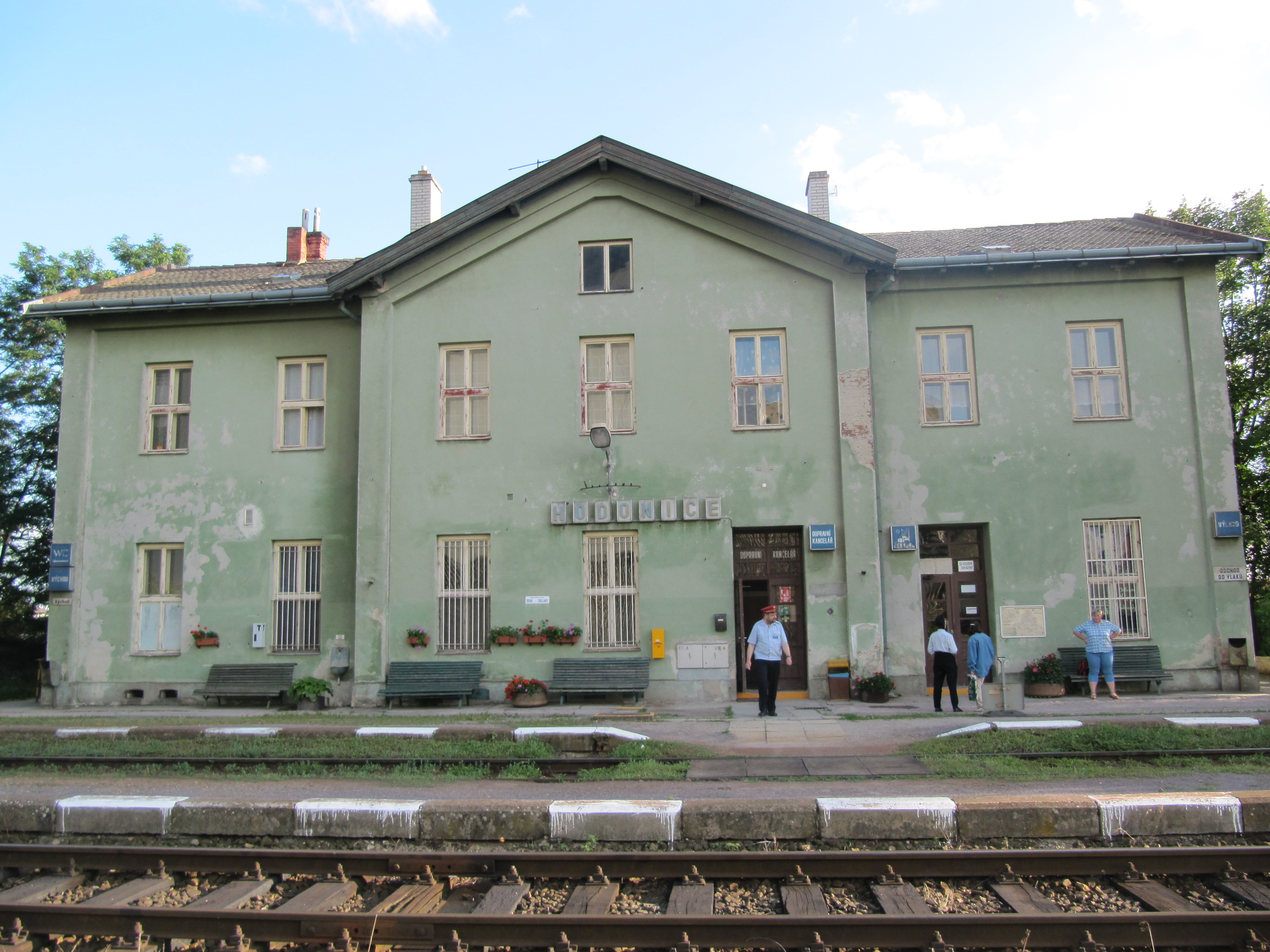
Železniční stanice
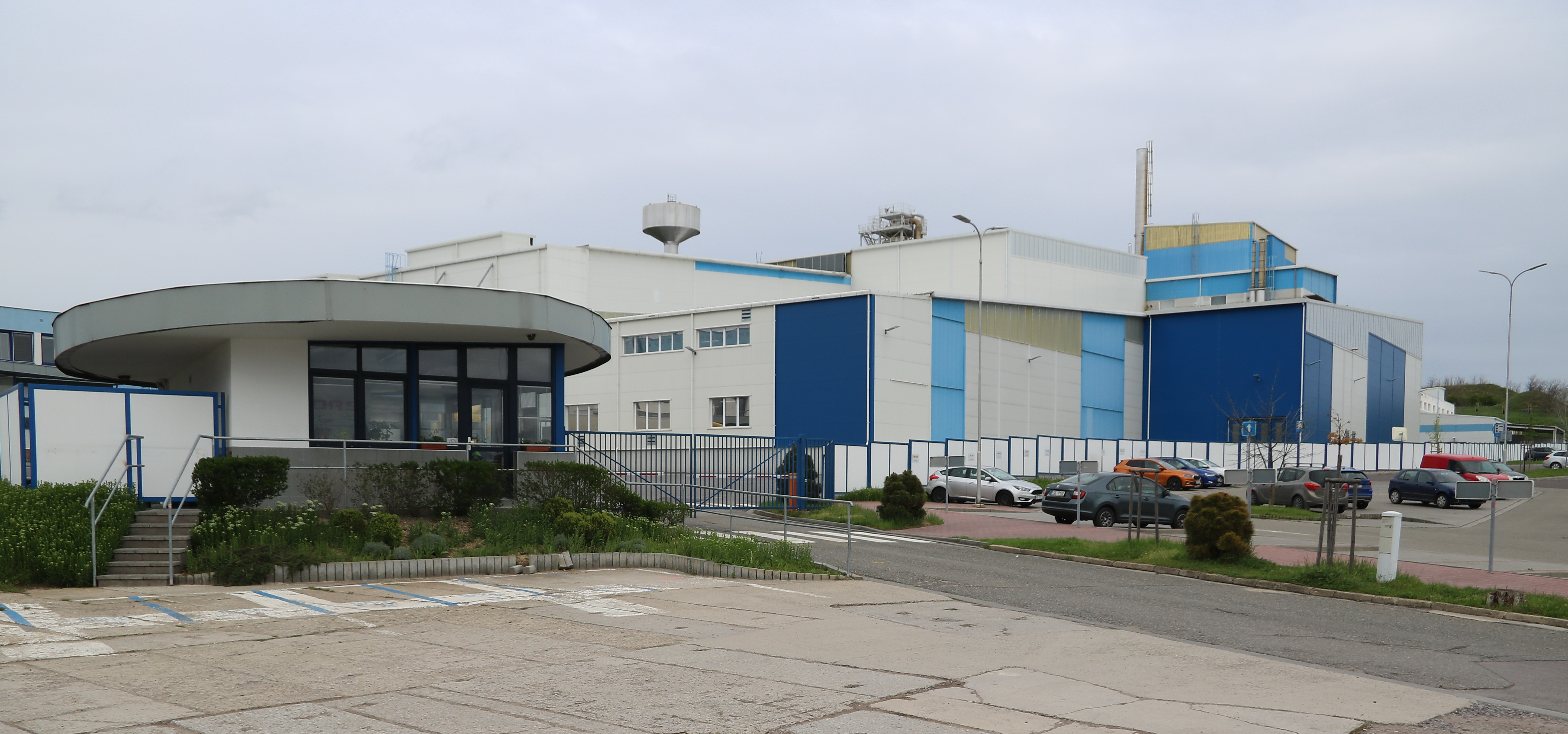
Závod spol. Adfors skupiny Saint-Gobain

## Samospráva
V letech 2010 až 2014 byl starostou Petr Korger. Na ustavujícím zasedání zastupitelstva v listopadu 2014 ho ve funkci vystřídal Pavel Houšť. 